# Natuurcompensatie
Natuurcompensatie is een maatregel die genomen wordt om een voorzien verlies aan beschermde natuur, ten gevolge van het uitvoeren van een project (aanleg van wegen, waterwegen e.d.) in of nabij een "speciale beschermingszone", te compenseren.
Een "speciale beschermingszone" is een gebied dat is aangewezen als habitat- of vogelrichtlijngebied in uitvoering van de Europese Vogel- en Habitatrichtlijn.
Het natuurcompensatiebeginsel uit deze Europese richtlijnen is onder meer in Nederland vertaald in de Natuurbeschermingswet en de Flora- en faunawet (en stond daarvoor reeds in het Structuurschema Groene Ruimte uit 1993) en in Vlaanderen in het Natuurdecreet (of Vlaamse Decreet betreffende het natuurbehoud en het natuurlijk milieu van 21 oktober 1997).
Belangrijk is dat men slechts in laatste instantie naar natuurcompensatie mag grijpen, als er geen alternatieven voor het project beschikbaar zijn die minder schadelijke effecten hebben (bijvoorbeeld een alternatief traject van de weg), én als er geen verzachtende maatregelen mogelijk zijn (zoals oversteekplaatsen voor wild). Bovendien moet het gaan om een project dat nodig is omwille van "dwingende redenen van groot openbaar nut".
Natuurcompensatie kan bestaan uit het verbeteren van de bestaande habitats van planten- en diersoorten die schade ondervinden van het project, of uit het ontwikkelen van nieuwe gebieden, de "natuurcompensatiegebieden". "Ontwikkelen" betekent hier: verwerven, inrichten en op lange termijn beheren. De overheid die initiatiefnemer is van het project, is in principe verantwoordelijk voor de natuurcompensatie, hoewel de uitvoering ervan aan natuurbeschermingsorganisaties overgedragen kan worden.

## Voorbeeld
Voor de bouw van het Deurganckdok in de Antwerpse haven waren circa 580 ha natuurcompensaties nodig voor het verlies van beschermde habitats in de habitat- en vogelrichtlijngebied op de linkeroever van de Schelde